# Arturo Rico Bovio
Arturo Rico Bovio (Chihuahua, Chihuahua, 16 de febrero de 1944) Es un filósofo, editorialista, escritor, académico y abogado mexicano de origen Chihuahuense, autor de la teoría latinoamericana de la filosofía del cuerpo.

## Semblanza biográfica
Realizó sus primeros estudios en 1962 en la Escuela de Derecho de la Universidad Autónoma de Chihuahua, donde fue alumno de José Fuentes Mares, de quien recibiría clases de Introducción al Estudio del Derecho.
En 1963, a invitación del Dr. Federico Ferro Gay y Gaspar Gumaro Orozco, ingresa como alumno de la primera generación de la Escuela de Filosofía, Letras y Periodismo, en la cual se matriculará como estudiante en filosofía.
En 1967 se titula como Licenciado en Derecho con la Tesis La naturaleza de los derechos subjetivos  y posteriormente como Licenciado en Filosofía con la tesis Las Fronteras del Cuerpo: Crítica de la Corporeidad, donde expondrá los principios fundamentales de la filosofía del cuerpo.
Estudia la Maestría en Derecho Social en la Facultad de Derecho de la Universidad Autónoma de Chihuahua, con la tesis Hacia una nueva concepción del Derecho Social. Posteriormente en 1997 obtiene el grado de Doctor en Filosofía por la Universidad Nacional Autónoma de México, con el trabajo El derecho en la perspectiva del cuerpo: una teoría integral del derecho.
Fue catedrático de las Facultades de Filosofía y Letras y de Derecho de la UACh. Actualmente es Maestro Emérito de la Facultad de Filosofía y Letras de la UACh.

## Filosofía del cuerpo
La trayectoria del pensamiento de Arturo Rico Bovio se mueve entre las áreas humanistas fundamentales como son las artes, la filosofía y el derecho; centrado fundamentalmente en el concepto de cuerpo.
El desarrollo teórico de su teoría se encuentra fundamentalmente en dos textos Las Fronteras del Cuerpo. Crítica de la Corporeidad publicado en 1990, el cual es una exposición sistemática y general de su pensamiento, proveniente de su tesis de licenciatura, así como Teoría Corporal del Derecho publicada en el 2000, que recoge su trabajos de la Tesis Doctoral.
En sus trabajos propone una ruptura con el concepto que la tradición filosófica y cultural tiene sobre el cuerpo en tanto que dimensión física del ser humano. 
Trata de romper con la visión dualista entre cuerpo y alma, Mente-cuerpo, "en su lugar presenta una visión holística que incorpora los aspectos perceptibles e imperceptibles del hombre bajo dicho concepto".
Para ello Arturo Rico Bovio contrapone a la idea de que el ser humano tiene un cuerpo, de que el hombre "es un cuerpo". La distinción entre cuerpo y alma en todo caso es una distinción de carácter académico que nos permite determinar ciertas funciones dentro del cuerpo que somos; sin embargo, para evitar los problemas ideológicos que genera tal distinción sugiere la categoría de “valencias corporales”, propiedades naturales del cuerpo humano que se expresan paralelamente como “necesidades” y “capacidades”. Las dos se dividen en tres subniveles interrelacionados en orden ascendente: biogénicas, sociogénicas y noogénicas o personalizantes.
Esta teoría filosófica sobre el cuerpo asimismo impacta en lo que será la filosofía del Derecho. Arturo Rico Bovio, a partir de la idea del cuerpo que somos, cuestiona las tesis normativistas, sociológicas y axiológicas que ofrecen distintas respuestas en torno a la definición del Derecho y su naturaleza.

## Obras publicadas

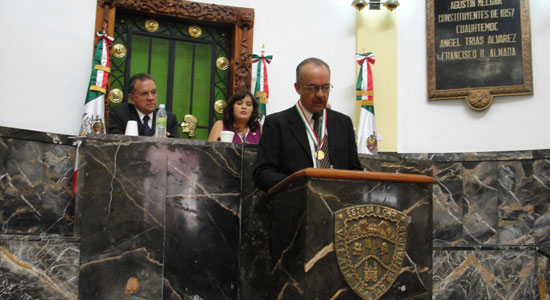
El Dr. Arturo Rico Bovio pronunciando el discurso de aceptación de la Medalla al Mérito Cultural "Víctor Hugo Rascón Banda

- 1990. Las Fronteras del Cuerpo. Crítica de la Corporeidad. Ed. Joaquín Mortiz, México.
- 1998. Las Fronteras del Cuerpo. Crítica de la Corporeidad. Ediciones Abya-Yala, México.
- 1991. La hora del desierto: germinario. Editorial Plaza y Valdéz, México.
- 2000. Teoría corporal del derecho. Miguel Ángel Porrúa, México.
- 2008. Tránsito filosófico: De la crisis a la esperanza. Miguel Ángel Porría, México.
- 2013. The body frontiers. Critique of corporeity. Lulu Press, New York.
- 2017. Muerte y resurrección del cuerpo. UACH-Plaza y Valdés, Chihuahua México.

## Premios y reconocimientos
- 1988. Premio Chihuahua en la categoría de Literatura.
- 2010. Medalla al Mérito Cultural del Estado de Chihuahua Víctor Hugo Rascón Banda, "en honor a sus aportaciones a la Filosofía, al Derecho y a la Literatura, creadoras de un pensamiento propio y vivo, que lo han convertido en un incansable buscador de la verdad y promotor del desarrollo cultural y humano en el Estado."[8]